# K-141 Kursk
Il K-141 Kursk (in russo: Атомная подводная лодка К-141 «Курск») è stato un sottomarino nucleare lanciamissili da crociera classe Oscar della Voenno-morskoj flot.
Entrato in servizio a Severomorsk nel 1995, aveva un equipaggio standard composto da 107 persone (52 ufficiali e 55 marinai). Prima del suo naufragio, era uno dei più moderni sottomarini della Russia.

## Costruzione
Secondo la classificazione russa, il K-141 era un sottomarino classe Antey (in russo: Aнтей) ed è stato il penultimo battello di questa classe progettato e approvato in Unione Sovietica. La costruzione iniziò nel 1990 presso i cantieri di Severodvinsk e nel 1993 il battello fu chiamato "Kursk", per il 50º anniversario dell'omonima battaglia della seconda guerra mondiale. Il Kursk venne varato il 16 maggio 1994 e venne completato il 30 dicembre dello stesso anno, entrando poi in servizio nella Flotta del Nord. 

## L'incidente
Il 12 agosto 2000, il sottomarino era impegnato nel Mare di Barents in un'esercitazione militare navale nella quale avrebbe dovuto lanciare dei siluri da esercitazione (senza carica esplosiva) contro l'incrociatore nucleare classe Kirov, Pjotr Velikij (in russo Пётр Великий?, Pietro il Grande).
Alle 11:28 locali (07:28 UTC) furono lanciati dei siluri di prova, ma subito dopo vi fu un'esplosione, presumibilmente di uno dei siluri del Kursk, all'interno o nei pressi del sottomarino. L'esplosione aveva una potenza compresa tra i 100 e i 250 kg di TNT; in conseguenza delle lesioni allo scafo dovute alla esplosione il sottomarino si adagiò sul fondo a 108 metri di profondità, a circa 135 km da Severomorsk 69°40′N 37°35′E. Una seconda esplosione avvenne all'interno dello scafo 135 secondi dopo la prima, con una potenza esplosiva compresa tra le 3 e le 7 tonnellate di TNT. L'esplosione sollevò e poi fece ricadere sul sottomarino molti detriti.
Dopo vari tentativi di salvataggio, tutti falliti, da parte dei russi, una nave speciale norvegese equipaggiata con un batiscafo inglese si agganciò con successo al sottomarino affondato, trovandolo tuttavia completamente allagato e senza superstiti.

## Cronologia
L'incidente si rivelò fatale per la maggior parte dell'equipaggio, e solo 23 delle 118 persone non perirono immediatamente. Essi si spostarono nel compartimento nove, attendendo i soccorsi ma morirono prima che questi arrivassero. La tragica situazione dei sopravvissuti venne alla luce grazie al ritrovamento di alcuni appunti scritti da Dmitrij Kolesnikov, uno dei superstiti, durante la vana attesa dei soccorsi. In uno di essi si legge:
In un messaggio successivo, Kolesnikov scrisse:
Dopo 48 ore, la notizia divenne ufficiale e il 16 agosto 2000 il capo di stato maggiore della Flotta Russa Mikhail Motsak, annunciò la presenza di sopravvissuti, affermando che avrebbero avuto scorte di ossigeno per alcuni giorni. Si susseguirono tentativi di salvataggio russi: inizialmente venne usata una capsula di salvataggio Pritz e successivamente una capsula Bester più grande, ma i tentativi, quattro in tutto, fallirono a causa dello stato di obsolescenza dei mezzi di soccorso e della inesperienza degli addetti alle operazioni, nonché delle condizioni meteorologiche avverse.
Il giorno seguente Motsak ammise che la situazione era vicina alla catastrofe. Dopo il consenso da parte della Russia ad accettare aiuti, lo stesso giorno salparono dal porto di Trondheim i battelli norvegesi di salvataggio Normand Pioneer e Seaway Eagle con sommozzatori inglesi e norvegesi. Il loro tentativo consistette nell'utilizzo del minisommergibile britannico LR5, giunto appositamente via aereo per unirsi alla spedizione di salvataggio.
Il 19 agosto la nave Normand Pioneer con il batiscafo LR5 giunse sul luogo dell'incidente. I gruppi di soccorso riuscirono ad aprire il portellone posteriore, trovando i compartimenti interni allagati. Il 21 agosto, dopo varie analisi ed ispezioni, si concluse che non c'era alcun sopravvissuto e le operazioni di salvataggio furono interrotte.
Il relitto è stato recuperato nel 2001. Nel 2009 la cabina del sommergibile è stata posizionata all'interno del Memoriale ai marinai morti in tempo di pace a Murmansk, per commemorare i sommergibilisti morti in tempo di pace.

## Controversie

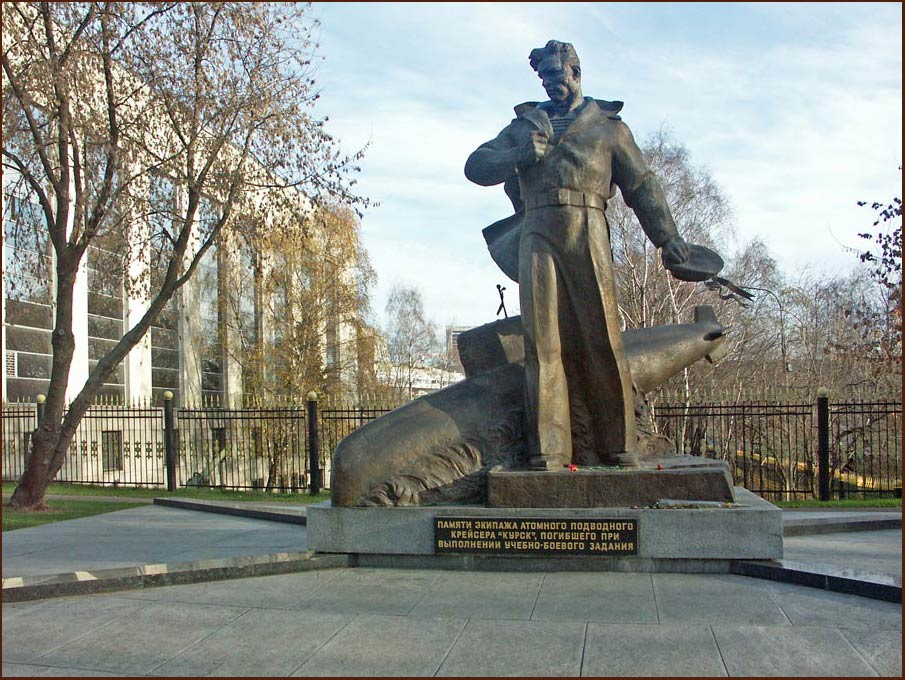
Monumento dedicato alle vittime a Mosca

Molti aspetti dell'incidente del Kursk e dei tentativi di salvataggio furono costellati di polemiche e controversie, con molte notizie contraddittorie.

### Causa dell'incidente
La commissione d'inchiesta fu guidata dal procuratore generale Vladimir Ustinov, e concluse il 29 giugno 2002 che le esplosioni furono causate da un siluro da esercitazione difettoso, che innescò reazioni a catena. Inoltre, i superstiti morirono a circa 8 ore dall'incidente e i soccorsi non sarebbero stati in grado di aiutarli. Sulla causa dell'incidente giunsero a una conclusione simile a quella dei ricercatori inglesi, che imputarono la prima esplosione a una fuoriuscita di perossido d'idrogeno, il propellente dei siluri, che sarebbe esploso innescando gli altri siluri.

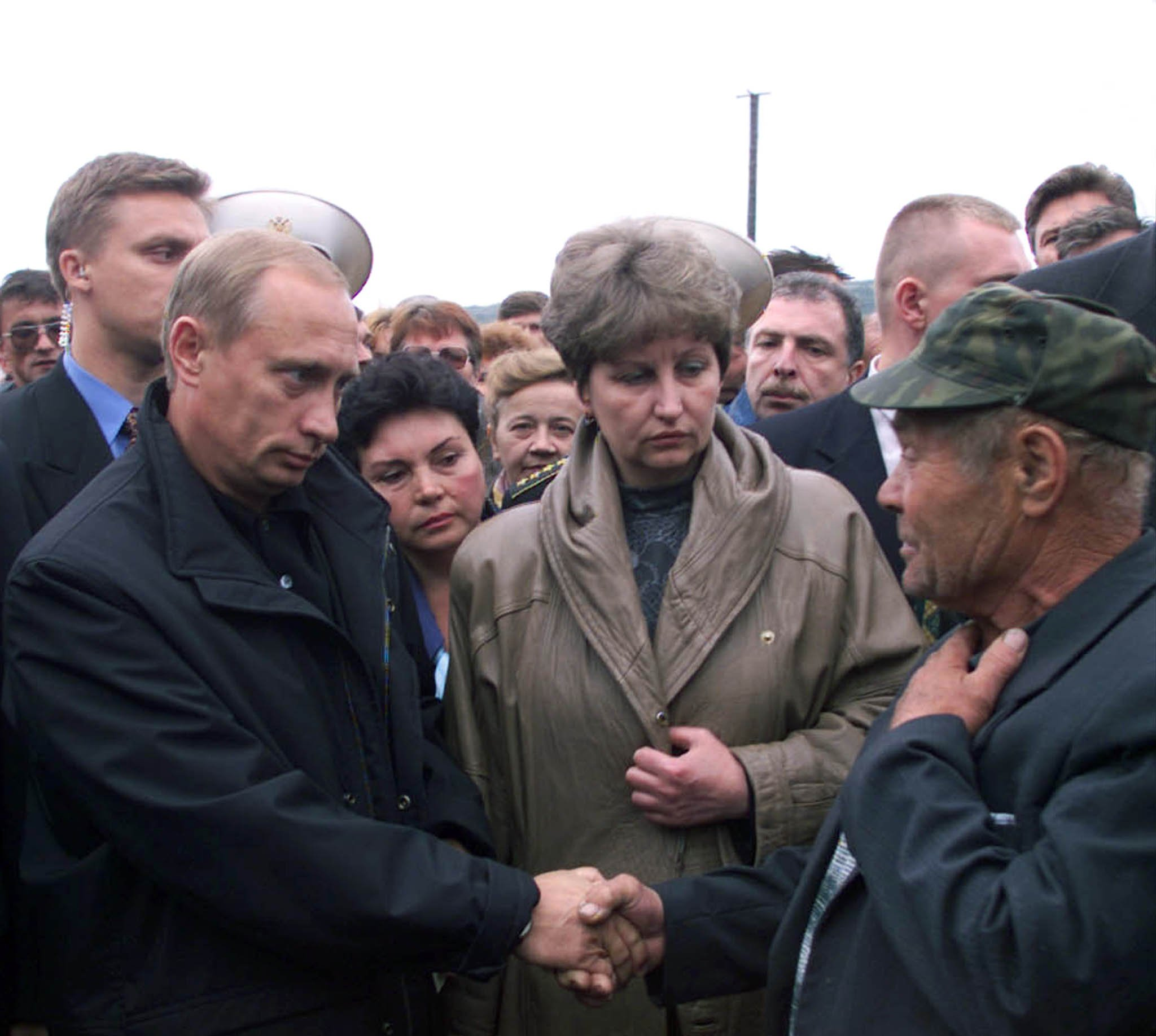
Vladimir Putin incontra alcuni parenti delle vittime a Vidyayevo (22 agosto 2000).

Inizialmente fu ipotizzato che il Kursk avesse avuto una collisione con un qualche vascello non russo, non identificato. Questa ipotesi fu avanzata da fonti russe, come dall'allora ministro della difesa Marshal Igor Sergeyev e dall'allora primo ministro Ilya Klebanov. Inoltre venne alla luce che quel giorno erano presenti due sottomarini statunitensi, che osservavano l'esercitazione: lo USS Memphis e lo USS Toledo, della classe Los Angeles. Gli Stati Uniti negarono immediatamente la collisione tra un loro sottomarino e il Kursk, anche se confermarono la presenza del Memphis e del Toledo.

### Ipotesi alternative
Secondo un'altra teoria, illustrata da un documentario franco-canadese del 2004 intitolato Kursk: A submarine in Troubled Waters, ripreso in Italia dal programma La Storia siamo noi, diretto da Giovanni Minoli, il Memphis avrebbe dovuto osservare la situazione da lontano, mentre il Toledo avrebbe invece avuto ordini di pedinare il Kursk. Il Toledo avrebbe urtato il sottomarino russo, senza tuttavia causargli gravi danni. Il Toledo, danneggiato, avrebbe tentato di allontanarsi, aiutato dal Memphis. Rilevando che il Kursk stava attivando i sistemi d'arma, il Memphis avrebbe lanciato un siluro di tipo Mark 48, colpendo in pieno la sezione di prua del sottomarino russo, che conteneva i siluri. Ciò avrebbe creato una reazione a catena innescando le cariche dei siluri del Kursk. Sempre secondo questa tesi, gli Stati Uniti e la Federazione Russa si sarebbero successivamente accordate e i primi, responsabili dell'incidente, avrebbero indennizzato la Russia cancellando un debito di 10 miliardi di dollari.
I sostenitori di questa teoria indicano come prova le immagini del relitto del Kursk recuperato che mostrano un foro circolare rivolto verso l'interno, presente sulla fiancata e vicino al luogo dell'esplosione. In realtà i siluri standard come il Mark 48 sono progettati per esplodere in prossimità dello scafo, non essendo in grado di penetrarlo e quindi impossibilitati a fare «fori circolari». All'ipotesi del siluro, ufficiali statunitensi ribatterono affermando che le unità USA erano distanti almeno 5 miglia. Inoltre il Toledo non sarebbe stato danneggiato e uno scontro con un mezzo delle dimensioni del Kursk avrebbe creato pochi danni all'unità russa, ma quasi distrutto quella statunitense.

## Nella cultura di massa
- Il film Kursk (2018), diretto da Thomas Vinterberg, racconta la tragedia del sottomarino.